# ジンポー語
ジンポー語（ジンポーご、英語: Jinghpaw, Jingpho） はミャンマー有数の民族の1つであるカチン族および中国国内に住むチンポー族によって話される言語の1つである。この言語はカチン族の共通語として機能していることから、カチン語（Kachin） という名称でも知られる。

## 話者の分布
話者の大部分はミャンマー北部に位置するカチン州およびシャン州北部に居住する。また、話者の一部は中華人民共和国雲南省徳宏タイ族チンポー族自治州およびインドのアッサム州とアルナーチャル・プラデーシュ州にも居住する。特に中国の方言は景頗語（チンポー語）、インドの方言はシンポー語（Singpho） という名称で知られる。エスノローグによるとジンポー人の人口はおよそ90万人である。

## カチン族とジンポー語
ジンポー語はカチン族（Kachin） の主要言語である。カチン族はミャンマーのカチン州 を中心に居住するミャンマー有数の民族の1つである。カチン族が用いる言語は多様であり、ジンポー語の他に、ザイワ語（Zaiwa）、ロンウォー語（Lhaovo）、ラワン語（Rawang）、リス語（Lisu） などがある。この、民族と言語の一対多対応を示すカチンにおいては多言語使用は珍しくない。カチン族の共通語としてのジンポー語は、カチンの人々を結びつける一つの役割を担っている。

## 系統
ジンポー語は系統的にシナ・チベット語族（Sino-Tibetan） チベット・ビルマ語派（Tibeto-Burman） に属する言語であり、中国語、ビルマ語、チベット語などの言語と親縁性を示す。

## 方言
ジンポー語は地理的に広い分布を示すため、多くの方言を持つ。比較言語学的証拠はジンポー語方言が大きく南部方言群と北部方言群に分かれることを示している。ミャンマーのカチン州の州都ミッチーナーで話されるジンポー語と中国の景頗語は前者に属し、比較的近い関係にある。後者はインドのシンポー語とミャンマーのプータオ（Putao） 近郊に分布するドゥレン方言を含む。

## 文字
ジンポー語はラテン文字による正書法を持つ。同正書法は米国バプテスト教会の宣教師オーラ・ハンソン（Ola Hanson） により1890年代に考案された。ジンポー語は東南アジア山岳部の民族のうち最も早くに文字を手に入れた言語の一つであり、また、同正書法は現在もカチン族の間で広く普及している。20世紀以降、カチン族の他の言語の正書法の多くもジンポー語正書法に基づいて考案された。

## 音韻論
最大の音節構造はCCVCである。頭子音が両唇音または軟口蓋音のとき、介子音として /r/ および /y/ が後続しうる。末子音には /p, t, k, ʔ, m, n, ŋ, w, y/ が現れうる。5つの基本母音と31の子音音素を持ち、4つの声調を持つ音節声調言語である。

### 母音
母音は短母音a i u e aw[ɔ] ă[ə]と二重母音ai oi[ɔɪ] wi[ui] auからなる。短母音はăを除き語末では長く発音する。

### 子音
子音は以下の通りである。
|                       | 両唇音 | 歯茎音 | 歯茎音 | 歯茎硬口蓋音 | 軟口蓋音 | 声門音 |
| --------------------- | ------ | ------ | ------ | ------------ | -------- | ------ |
| 無声無気破裂音/歯擦音 | p      | t      | ts[s]  | chy[tɕ]      | k        | q      |
| 有声破裂音/歯擦音     | b      | d      | z      | j            | g        |        |
| 無声有気破裂音/歯擦音 | hp[pʰ] | ht[tʰ] |        |              | hk[kʰ]   |        |
| 摩擦音                |        |        | s[sʰ]  | sh[ɕ]        |          | (h)    |
| 鼻音                  | m      | n      |        |              | ng[ŋ]    |        |
| 流音                  |        | l[l]   | r[ɻ~ʐ] |              |          |        |
| 接近音                | w      |        | y      |              |          |        |

可能な子音結合は
- pr br hpr py
- by hpy my
- kr gr hkr
- ky gy hky ny

のいずれかである。
末子音は-p[p ̚] -t[t ̚] -k[k ̚] -m -n -ngと、正書法上表記されない[ʔ]であり、p, t, kは内破音である。また、成節鼻音と呼ばれる語頭のnを持つ語がみられる（例：nta「家」）。このため、ngとn-gが対立し、例えばngu「言う」[ŋu] と、n-gu「米」[n̩ gu] は発音が異なる。

### 声調
正書法では表記されないが高平調/上昇調[55]~[35] 中平調[33] 低く下降するピッチ[31] 高いピッチから急激に下降する声調[51]の声調がある。
ただしăは声調の対立を持たない。

## 形態論
主要な語形成手段として、複合、重複、接辞付加、ゼロ派生などが認められる。
- 複合：shata「月」+pan「花」→「ひまわり」
- 重複：jau「早い」→ jau jau「早く」
- 接辞：sha「食べる」→ shat「ご飯」
- ゼロ派生：tsip「巣」→tsip「巣を作る」

また、ジンポー語の動詞に関わる文法範疇として、相、人称、数、法及び方向がある。
以下の表は、主語の人称と数に一致する動詞接辞を示したものである。未完了相と完了相では動詞の後に付く接辞が異なる。また、命令文や疑問文では、これとは異なる人称接辞が出現する。
|            | 未完了     | 完了          |
| ---------- | ---------- | ------------- |
| 一人称単数 | n̩31 ŋai33  | săŋai33       |
| 二人称単数 | n̩31 tai33  | sin33 tai33   |
| 三人称単数 | ai33       | sai33         |
| 一人称複数 | kaʔ31 ai33 | săkaʔ55 ŋai33 |
| 二人称複数 | mătai33    | măsin33 tai33 |
| 三人称複数 | maʔ31 ai33 | măsai33       |

これらの標識は動詞の後に付く。
主語の他に、目的語の人称も接辞を通して示される。また、主語ないし目的語の所有者の人称が動詞に標示される特殊な構文も存在する。ただし、現代のジンポー語では、人称一致を持たない言語との接触の結果、これらの接辞がほぼ消失している。
方向接辞
クキ・チン諸語のような他のチベット・ビルマ諸語と同じく、動作の方向を表す方向接辞が動詞に付く。ジンポー語の方向接辞には去辞-sと来辞-rがあり、それぞれ人称接辞の前に現れる。動詞sa「行く、来る」は方向接辞と共に用いることで、動作の方向が指定される。

## 統語論
動詞末尾型言語である。文中における名詞句の役割は格助詞により示される。主語と目的語の相対的有生性に従って目的語の格標示が決まる。他の東南アジア大陸部諸語と同様、動詞連続を発達させている。

## 語彙
- 人称代名詞：ngai「私」、nang「あなた」、shi「彼・彼女」、anhte「私たち」、nanhte「あなたたち」、shanhte「彼ら」
- 指示詞：ndai「これ」、dai「それ」、wora「あれ」(話者と同じ位置を指して）、htora「あれ」(話者より高い位置）、lera「あれ」(話者より低い位置）
- 疑問語：hpa「何」、kadai「誰」、gara「どこ」、galoi「いつ」、gade「どれくらい」、ganing「どのように」
- 数詞：langai「1」、lahkawng「2」、masum「3」、mali「4」、manga「5」、kru「6」、sanit「7」、matsat「8」、jahku「9」、shi「10」、hkun「20」
- 身体部位：baw「頭」、myi「目」、na「耳」、n-gup「口」、kara「髪」、du「首」、lata「手」、lagaw「足」、lamyin「爪」、hkum「体」
- 親族名称：nu「母」、wa「父」、hpu「兄」、na「姉」、nau「弟、妹」、sha「子供」、ji「祖父」、dwi「祖母」、shu「孫」
- 格助詞：hpe「を」、kaw「で」、hta「で」、de「へ」、kaw na「から」、hte「と」、a「の」、na「の」
- 色彩：hpraw「白い」、chyang「黒い」、hkyeng「赤い」、tsit「緑の」、mut「青い」

## 借用語
カチン族はタイ族と長い間共生関係にあった。カチン族の一部がタイ族になる事例は当該地域の民族流動性の事例の1つとしてよく知られる。カチン族とタイ族の緊密な関係は借用語として言語にも反映されている。ミャンマーの現代の公用語であるビルマ語の多くも本来はシャン語を介してカチン諸語に借用されたと考えられる。

## あいさつ
- kaja ai i「元気ですか」
- chyeju kaba sai「ありがとう」
- shat sha ngut sai i「ご飯を食べましたか」
- wa sana yaw「またね」